# Supercopa d'Europa de futbol 1986
La Supercopa d'Europa de futbol 1986 es va disputar entre el CSA Steaua Bucureşti i el FC Dinamo de Kíev, amb un resultat final de 1–0 a favor del Steaua. El gol guanyador va ser marcat per Gheorghe Hagi.

## Partit

### Detalls
| CSA Steaua Bucureşti | 1–0     | FC Dinamo de Kíev |
| -------------------- | ------- | ----------------- |
| Hagi 44'             | Informe |                   |

| Steaua București | FC Dinamo de Kíev |

|                   |    |                    |  |     |
|                   |    |                    |  |     |
| GK                | 1  | Dumitru Stângaciu  |  |     |
| RB                | 2  | Ştefan Iovan (c)   |  |     |
| CB                | 4  | Adrian Bumbescu    |  |     |
| CB                | 6  | Miodrag Belodedici |  |     |
| LB                | 3  | Ilie Bărbulescu    |  |     |
| CB                | 8  | Lucian Bălan       |  |     |
| RM                | 5  | Tudorel Stoica     |  |     |
| CM                | 11 | László Bölöni      |  |     |
| CM                | 10 | Gheorghe Hagi      |  | 84' |
| FW                | 7  | Marius Lăcătuş     |  | 89' |
| FW                | 9  | Victor Pițurcă     |  |     |
| Substituts:       |    |                    |  |     |
| RB                | 14 | Mihail Majearu     |  | 89' |
| FW                | 16 | Gavril Balint      |  | 84' |
| Entrenador:       |    |                    |  |     |
| Anghel Iordănescu |    |                    |  |     |

|                   |    |                         |  |     |
|                   |    |                         |  |     |
| GK                | 1  | Viktor Chanov           |  |     |
| DF                | 2  | Andriy Bal              |  |     |
| DF                | 6  | Anatoliy Demyanenko (c) |  |     |
| DF                | 4  | Oleg Kuznetsov          |  |     |
| DF                | 3  | Sergei Baltacha         |  |     |
| MF                | 5  | Vasiliy Rats            |  |     |
| MF                | 7  | Pavel Yakovenko         |  |     |
| MF                | 8  | Vadym Yevtushenko       |  |     |
| MF                | 9  | Aleksandr Zavarov       |  | 77' |
| FW                | 10 | Igor Belanov            |  | 50' |
| FW                | 11 | Oleg Blokhin            |  |     |
| Substituts:       |    |                         |  |     |
| MF                | 17 | Alexei Mikhailichenko   |  | 50' |
| MF                | 16 | Oleg Morozov            |  | 77' |
| Entrenador:       |    |                         |  |     |
| Valeri Lobanovsky |    |                         |  |     |

| Supercopa d'Europa 1986           |
| --------------------------------- |
| Romania                           |
| CSA Steaua Bucureşti Primer títol |